# Republic (Missouri)
Republic és una població dels Estats Units a l'estat de Missouri. Segons el cens del 2000 tenia 8.438 habitants.

## Demografia
Segons el cens del 2000, Republic tenia 8.438 habitants, 3.148 habitatges, i 2.379 famílies. La densitat de població era de 581,8 habitants per km².
Dels 3.148 habitatges en un 41,1% hi vivien nens de menys de 18 anys, en un 59,7% hi vivien parelles casades, en un 12,4% dones solteres, i en un 24,4% no eren unitats familiars. En el 20,8% dels habitatges hi vivien persones soles el 8,9% de les quals corresponia a persones de 65 anys o més que vivien soles. El nombre mitjà de persones vivint en cada habitatge era de 2,63 i el nombre mitjà de persones que vivien en cada família era de 3,04.
Per edats la població es repartia de la següent manera: un 28,7% tenia menys de 18 anys, un 8,1% entre 18 i 24, un 32% entre 25 i 44, un 18,9% de 45 a 60 i un 12,3% 65 anys o més.
L'edat mediana era de 33 anys. Per cada 100 dones de 18 o més anys hi havia 82,1 homes.
La renda mediana per habitatge era de 34.611 $ i la renda mediana per família de 37.622 $. Els homes tenien una renda mediana de 30.849 $ mentre que les dones 21.725 $. La renda per capita de la població era de 15.212 $. Entorn del 5,8% de les famílies i el 6,7% de la població estaven per davall del llindar de pobresa.

## Poblacions més properes
El següent diagrama mostra les poblacions més properes.